# Aragonella
Aragonella es un género de foraminífero planctónico de la Familia Hantkeninidae, de la Superfamilia Hantkeninoidea, del Suborden Globigerinina y del Orden Globigerinida. Su especie-tipo es Hantkenina mexicana. Su rango cronoestratigráfico abarca el Luteciense (Eoceno medio).

## Descripción
Aragonella incluía especies con conchas planiespiraladas, involuta, de forma biumbilicada digitada a estrellada; sus cámaras eran inicialmente subesféricas, y finalmente alargadas radialmente y ovaladas o subcilíndricas, con una tubuloespina gruesa, con terminación digitada (redondeada) y que parte desde la parte media o anterior de cada cámara; las tubuloespinas estaban huecas, y podían presentar una terminación multifurcada; sus suturas intercamerales eran incididas y rectas; su contorno ecuatorial era fuertemente lobulado o digitado, típicamente estrellado por las tubuloespinas; su periferia era redondeada a subaguda, pero nunca desarrolla carena; el ombligo era moderadamente amplio; su abertura principal era interiomarginal, ecuatorial, con forma de arco bajo y protegida por un pórtico con dos amplios rebordes o solapas laterales; presentaban pared calcítica hialina, fuertemente perforada con poros cilíndricos y superficie puntuada.

## Discusión
Aragonella fue propuesto como un subgénero de Hantkenina, es decir, Hantkenina (Aragonella). Algunos autores han considerado Aragonella un sinónimo subjetivo posterior de Hantkenina.

## Paleoecología
Aragonella incluía especies con un modo de vida planctónico, de distribución latitudinal tropical a templada, y habitantes pelágicos de aguas profundas (medio mesopelágico inferior a batipelágico superior).

## Clasificación
Aragonella incluye a las siguientes especies:
- Aragonella mexicana †
  - Aragonella mexicana aragonensis †
  - Aragonella mexicana dumblei †

Otras especies consideradas en Aragonella son:
- Aragonella aragonensis †
- Aragonella marginata †
- Aragonella kutchensis †
- Aragonella lehneri †